# 괄목상대
괄목상대(刮目相對)는 《삼국지》에서 유래한 고사성어이다. 원문은 刮目相待지만 한국에서는 刮目相對가, 중국에서는 刮目相看(괄목상간)이 주로 쓰인다. 눈을 비비고 다시 보며 대한다는 뜻으로 다른 사람의 학식이나 재주가 깜짝 놀랄 만큼 늘었음을 말한다. 삼국 시대 동오에서 과거에 비해 학식이 매우 해박해진 여몽의 모습에 노숙이 크게 놀라자 여몽이 “선비란 사흘만 떨어져도 눈을 비비며 다시 대해야 합니다.”라고 한 데서 유래하였다. 이 일화에서 수불석권(手不釋卷), 오하아몽(吳下阿蒙)이란 고사성어도 함께 생겼다.

## 출전
여몽은 무예는 뛰어났지만 소싯적에 경전을 익히지 않아 매양 글보다는 말로 대신하였다. 손권은 여몽과 장흠이 요직을 담당하는 만큼 학문도 닦기를 바랐다. 이러한 손권의 권유에 여몽이 “군중(軍中)의 많은 업무로도 힘든데 책 읽을 짬이 날지 모르겠습니다.”라고 답하자 손권의 훈계가 이어졌다.
“이제 와 경이 박사가 되기를 바라겠는가? 그저 옛일을 두루 알길 바라오. 경이 일이 많다 하는데 나만 하겠는가? 나는 어린 시절 《역경》을 제외하고 《시경》, 《서경》, 《예기》, 《춘추좌씨전》, 《국어》(춘추외전)를 보았소. 형 손책의 뒤를 이은 후로도 삼사인 《사기》, 《한서》, 《동관한기》와 여러 병서를 살핀 것이 많은 도움이 되었소. 두 사람은 머리가 좋아 일단 공부하면 빠르게 익힐텐데 어찌 하질 않는가? 어서 《손자병법》, 《육도》, 《춘추좌씨전》, 《국어》와 삼사를 읽어야 하오. 공자께서도 ‘종일 먹지도, 자지도 않고 사색하는 것은 무익하며 배우는 것보다 못하다.’하였소. 광무제는 군무를 보면서도 손에서 책을 놓지 않았고, 조조 역시 늙어서도 배움이 좋다 하였소. 그런데 경은 왜 노력을 안 하는가?”
여몽이 비로소 학업에 열중해 그 경지가 옛 학자들을 뛰어넘었다. 210년(건안 15년) 주유 사후 그 뒤를 이은 노숙이 육구(陸口)로 가던 길에 혹자가 이르기를, ‘심양현령(尋陽―, 지금의 후베이성 황메이 현) 여몽의 공명이 나날이 높아져 예전같이 대해서는 안 된다’며 꼭 들렀다 가라 하므로 그렇게 하였다. 한창 술로 달리는데 문득 여몽이 “군께서는 중임을 맡아 관우와 접하는데 미연의 사태를 방비할 어떤 계책을 세우셨습니까?”라고 물었다. 노숙이 황망히 “그때그때 적절히 대응할 것이오.”라고 답하자 “지금 유비와 동오가 한 집안이라 하더라도 관우는 실로 곰과 호랑이 같은 자이니 미리 대비하지 않을 수 있겠습니까?”라며 몇 가지 방책을 제시하였다. 노숙이 자리에서 일어나 여몽의 등을 두드리며 “단지 무용만 있는 줄 알았는데 이제 와 보니 참으로 박학다식하오. 예전의 그 동오의 아몽이 아니구려.”라 하였다. 여몽이 “선비란 사흘만 떨어져도 눈을 비비며 다시 대해야 합니다.”라고 답하였다. 노숙이 여몽의 어머니에게 절하며 여몽과 친구가 되었다.
손권이 항상 찬탄하기를, “여몽과 장흠처럼 나이를 먹고도 수양을 해 발전하는 것은 아마 그 누구도 따라가지 못할 것이다. 부귀를 누리며 명성을 떨쳤으면서도 마음을 고쳐먹고 학문에도 뜻을 두어 여러 서적을 탐독하였다. 재물을 가벼이 여기고 의를 숭상하여 가히 타인의 모범으로서 나라의 뛰어난 선비가 되었으니 이 얼마나 훌륭하지 아니한가!”라고 하였다.

## 유래가 같은 고사성어
- 비부오하아몽(非復吳下阿蒙) : '오하아몽'이 아니란 말로, 장족의 발전을 한 사람을 뜻한다. 오하아몽은 아래에 설명이 있다.
- 수불석권(手不釋卷) : 손에서 책을 놓지 않을 정도로 열심히 공부하다. 손권의 훈계 내용 중 ‘광무제는 군무를 보면서도 손에서 책을 놓지 않았고, 조조 역시 늙어서도 배움이 좋다 하였소.’란 대목에서 나왔다.
- 오하아몽(吳下阿蒙) : 동오의 아몽. 아몽은 여몽을 가리킨다. 일취월장하기 전의 젊은 시절 여몽처럼 학식이 얕은 사람을 이른다.

## 참고 문헌
- 《강표전》 ; 배송지 주석, 《삼국지》54권 오서 제9 여몽에서 인용
- 《삼국지》54권 오서 제9 여몽